# Mnesipenthe
Mnesipenthe là một chi bướm đêm thuộc họ Geometridae.